# Turdina becuda d'Indoxina
La turdina becuda d'Indoxina (Napothera danjoui) és una espècie d'ocell de la família dels pel·lornèids (Pellorneidae) que habita zones rocoses a la selva humida de les muntanyes del centre i sud d'Annam, a Vietnam, i zona limítrofa de Laos.